# Пыркино (Пензенская область)
Пыркино — село в Бессоновском районе Пензенской области России. Административный центр Проказнинского сельсовета.

## География
Село находится в центральной части Пензенской области, в пределах Сурско-Мокшанской возвышенности, в лесостепной зоне, на левом берегу реки Суры, на расстоянии примерно 13 километров (по прямой) к северо-северо-востоку от села Бессоновки, административного центра района. Абсолютная высота — 150 метров над уровнем моря.
Климат
Климат характеризуется как умеренно континентальный, с жарким летом и холодной продолжительной зимой. Средняя температура воздуха самого холодного месяца (января) составляет −12 °C; самого тёплого месяца (июля) — 20 °C. Годовое количество атмосферных осадков составляет около 500 мм. Снежный покров держится в среднем в течение 130—140 дней в году.

## История
Впервые упоминается в «Строельной книге города Пензы» (1665 г.) как слобода конных казаков.
В 1697 году земли, на которых располагалось село, перешли во владение князей Голицыных. В 1717 года в собственности у Дмитрия Михайловича и Михаила Михайловича Голицыных. В 1747 году село упоминается как Архангельское, Пыркинская слобода тож, Шукшинского стана Пензенского уезда, находящееся в совместном владении тайного советника и сенатора Алексея Дмитриевича Голицына (483 ревизских души) и сержанта Преображенского полка Андрея Михайловича Голицына (513 ревизских душ). В 1782 году имелось 287 дворов, два господских дома и две церкви (Архангела Михаила и Рождества Христова).
Основными занятиями населения того периода, помимо традиционных хлебопашества и скотоводства, были: изготовление бочек, саней, телег, колёс и изделий из текстиля.
Перед отменой крепостного права Пыркино принадлежало Михаилу Михайловичу Устинову. По состоянию на 1877 год село входило в состав Проказнинской волости Мокшанского уезда. Имелось 145 дворов и каменная церковь во имя Рождества Христова, которая была построена в 20-х −30-х годах XIX века. В 1896 году была открыта церковно-приходская школа.
В первые десятилетия после Революции в селе находилась детская колония. В 1938 году являлось центром сельсовета Лунинского района. В селе располагалось правление колхоза имени Ленина. По данным на 1955 год входило в состав Проказнинского сельсовета Лунинского района. В 80-е годы XX века в Пыркино находилась центральная усадьба совхоза «Присурского».

## Население
| 1710  | 1782  | 1864  | 1877  | 1897  | 1910  | 1926  |
| ----- | ----- | ----- | ----- | ----- | ----- | ----- |
| 457   | ↗1935 | ↘810  | ↗997  | ↗1406 | ↗1522 | ↗1828 |
| 1930  | 1959  | 1979  | 1989  | 1996  | 2002  | 2010  |
| ↗2098 | ↘1774 | ↘1458 | ↘1301 | ↗1484 | ↘1168 | ↘1159 |

Половой состав
По данным Всероссийской переписи населения 2010 года в гендерной структуре населения мужчины составляли 45,6 %, женщины — соответственно 54,4 %.
Национальный состав
Согласно результатам переписи 2002 года, в национальной структуре населения русские составляли 96 % из 1168 чел.

## Инфраструктура
Действуют основная школа, фельдшерско-акушерский пункт, аптечный киоск, дом культуры, библиотека, отделение связи и девять магазинов.

## Улицы
Уличная сеть села состоит из восьми улиц.

## Достопримечательности
|  |                                                  |  |                                                                |  |  |
|  | Храм Рождества Христова в селе Пыркино (XIX век) |  | Мемориал участникам Великой Отечественной войны в селе Пыркино |  |  |